# پرنس چارمینگ

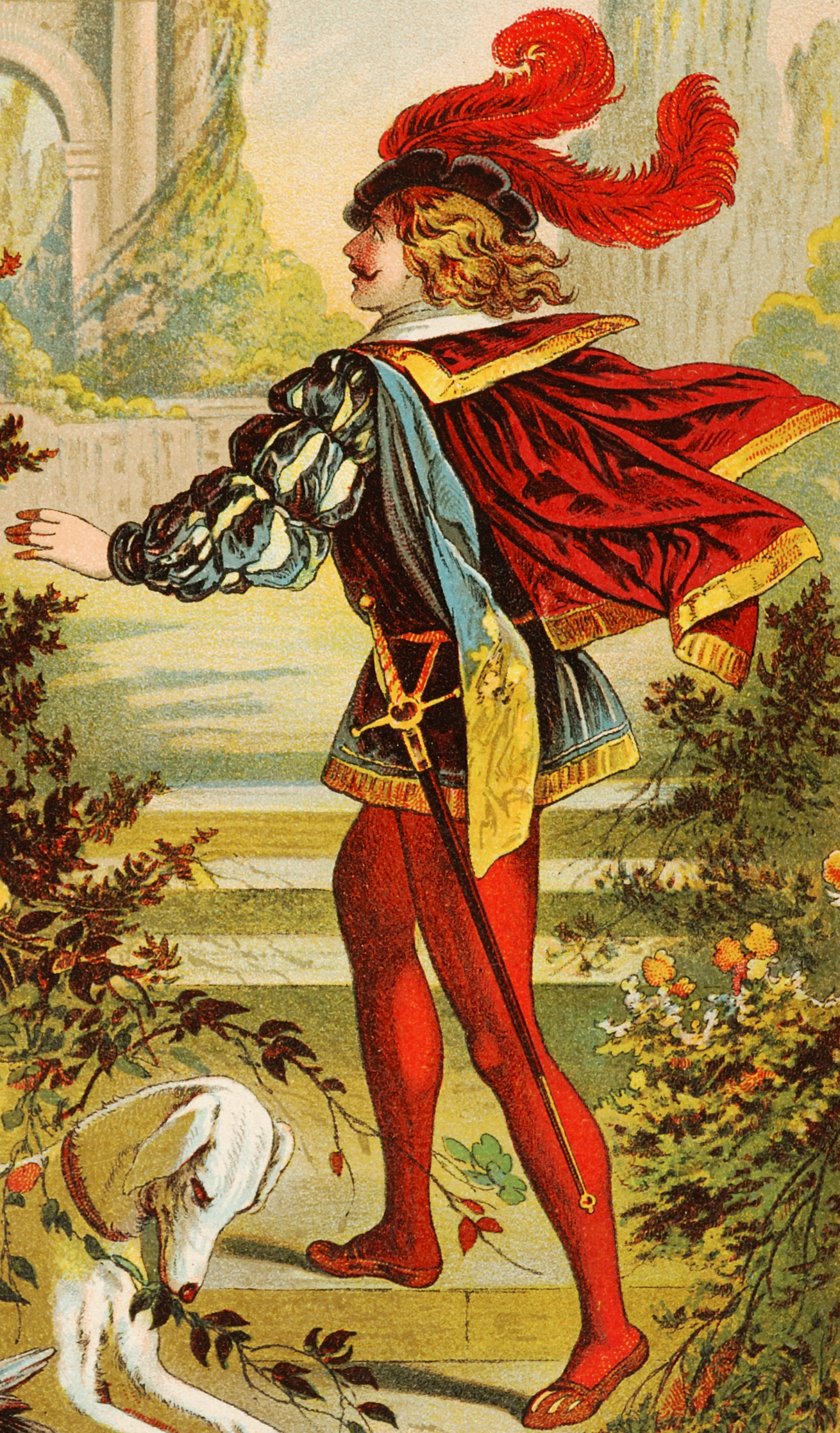
«پرنس چارمینگ» از زیبای خفته، طراحی چاپی از کتاب اواخر قرن نوزدهم ماین اِرستِس مِرشِن‌بوخ ، منتشرشده در اشتوتگارت، آلمان

پرنس چارمینگ یا شاهزادهٔ جذاب (به انگلیسی: Prince Charming) یک شخصیت افسانه‌ای است که برای نجات یک دوشیزهٔ درمانده می‌آید و باید در تلاشی برای رهایی او از یک طلسم شیطانی شرکت کند. این طبقه‌بندی برای بیشتر قهرمانان تعدادی از داستان‌های عامیانه سنتی از جمله «سفیدبرفی»، «زیبای خفته» و «سیندرلا» در نظر گرفته می‌شود، حتی اگر در داستان اصلی نام دیگری به آن‌ها داده‌شده باشد یا اصلاً نامی نداشته باشند.
این شخصیت‌ها که اغلب «خوش‌تیپ و رمانتیک» هستند، اساساً قابل تعویض بوده و به عنوان یک فویل برای قهرمان اصلی عمل می‌کنند. در بسیاری از انواع، آن‌ها را می‌توان به عنوان استعاره برای پاداشی در نظر گرفت که قهرمان برای تصمیماتی که می‌گیرد، به دست می‌آورد. برجستگی نوع این شخصیت، آن را هدف آشکاری برای افسانه‌های تجدیدنظرطلب تبدیل کرده‌است. «شاهزادهٔ جذاب» همچنین به عنوان یک اصطلاح به مرد ایده‌آلی اشاره می‌کند، که برخی از افراد رؤیای او را به عنوان یک همسر آینده در سر می‌پرورانند.

## تاریخچه اصطلاح

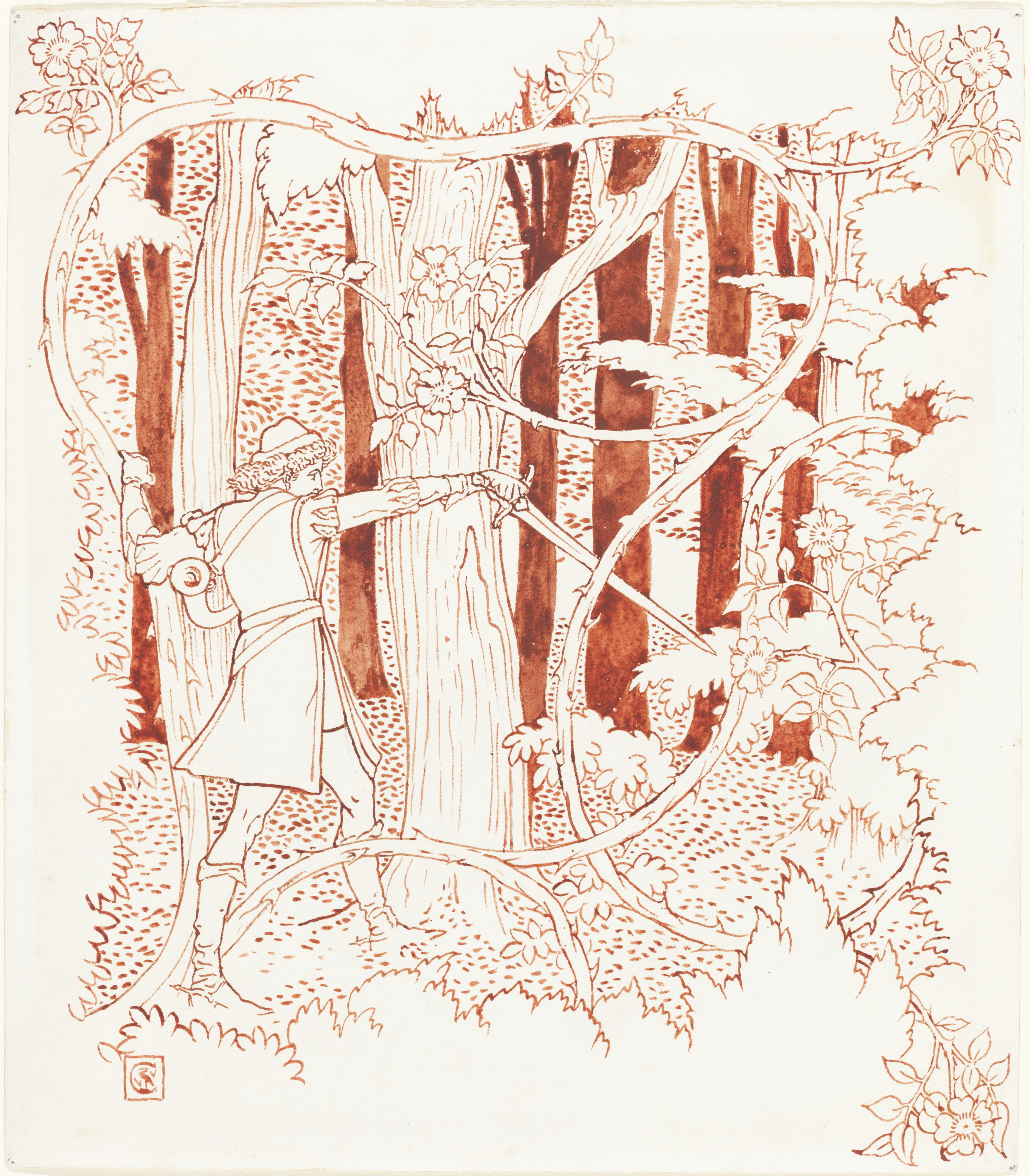
والتر کرین، شاهزاده جذاب در جنگل، NGA 65745

نسخه زیبای خفته از چارلز پرو که در سال ۱۶۹۷ منتشر شد، متن زیر را در نقطه ای که پرنسس از خواب بیدار می‌شود شامل می‌شود:

"Est-ce vous, mon prince?" lui dit-elle, "vous vous êtes bien fait presentre". Le Prince Charmé de ces paroles... ne savait comment lui témoigner sa joie
— او گفت: «تو شاهزاده من هستی؟ تو برای مدت طولانی مرا منتظر گذاشتی». شاهزاده که از سخنان او مجذوب شده بود… نمی‌دانست چگونه شادی خود را بیان کند.
در قرن هفدهم، مادام دوالنوی دو افسانه نوشت، داستان طلایی‌های زیبا، که قهرمان آن اونانت (به فرانسوی «خوب»، «زیبا») و «پرنده آبی»، که قهرمان آن لو روآ شارمانت (پادشاه جذاب) بود. هنگامی که اندرو لانگ در سال ۱۸۸۹ کتاب پری آبی را برای اولین بار بازگو کرد، نام قهرمان را به عنوان «چارمینگ» ترجمه کرد. دومین بار در کتاب پری سبز، به عنوان «پادشاه جذاب». اگرچه هیچ‌کدام شاهزاده نبودند و اولی سلطنتی نبود، ممکن است استفاده اصلی از «چارمینگ» همین بوده باشد.
در پویانمایی اولیه دیزنی، سفید برفی و هفت کوتوله (۱۹۳۷)، سفید برفی در مورد شاهزادهٔ خود به کوتوله‌ها چنین می‌گوید: «هرکسی می‌تواند ببیند که شاهزاده جذاب است، تنها شخص برای من.» با این حال، هرگز از او به‌طور خاص با عنوان «شاهزادهٔ جذاب» یاد نمی‌شود. آندریاس دژا در ابتدا با مفهوم پویانمایی یک شخصیت شرور اما خوش تیپ در دیو و دلبر روبرو شد. دژا در نهایت ظاهر گاستون را بر پایهٔ ظاهر بازیگران خوش تیپ سریال‌های آبکی ساخت تا نسخه‌ای عجیب و غریب از شخصیت پرنس چارمینگ خلق کند.
در زبان‌های دیگر، مانند اسپانیایی و ایتالیایی، او را «شاهزاده آبی» می‌نامند. در پرتغالی، یک اشتباه در ترجمه رخ داد و او را «Príncipe Encantado» (شاهزادهٔ افسون‌شده) می‌نامند. اصطلاح صحیح برای «چارمینگ» باید «Encantador» یا «Charmoso» باشد.
در زبان فارسی «Charming» به معنای فریبا، جذاب، ملیح و شیفته‌کننده ترجمه می‌شود.